# Manocalzati
Manocalzati ist eine italienische Gemeinde mit 3029 Einwohnern (Stand 31. Dezember 2023) in der Provinz Avellino in der Region Kampanien.

## Geografie
Die Nachbargemeinden sind Atripalda, Avellino, Candida, Montefredane, Pratola Serra und San Potito Ultra. Ein weiterer Ortsteil ist San Barbato.